# Rockwell Automation
Rockwell Automation est une entreprise de génie électrique et d'automation, basée à Milwaukee dans le Wisconsin. Elle est un fournisseur d'envergure mondial de solutions d'automatisation industrielle, de puissance, de contrôle et d'information. Elle est issue d'une scission de Rockwell International en 2001. Elle emploie environ 21 000 personnes dans plus de 80 pays.

## Histoire
Rockwell Automation a été fondée en 1903 par Lynde Bradley et Stanton Allen avec un investissement initial de 1 000 $. En 1910, la société a été rebaptisée la Société Allen-Bradley. En 1952, ils ont ouvert une filiale à Galt, Ontario, Canada, qui emploie aujourd'hui plus de 1000 personnes. Le 20 février 1985 Rockwell International (maintenant Rockwell Automation) a acheté Allen-Bradley pour $ 1,651 milliards, ce qui est la plus importante acquisition de l'histoire du Wisconsin. 
Rockwell Automation est issue d'une scission de Rockwell International en 2001. À partir de là, Rockwell Automation est passée par une série d'acquisitions, en particulier de Propack Data (maintenant Rockwell Automation Solutions) en 2002, DataSweep en 2005, GEPA en 2006, ICS Triplex, ProsCon et Pavilion Technologies en 2007, Incuity en 2008, Lektronix en 2011 et vMonitor en 2014.  
Le 31 janvier 2007, Rockwell Automation a vendu sa division PowerSystems qui se compose de moteurs mécaniques Dodge et Reliance électriques dont le siège est à Greenville, Caroline du Sud, à Baldor Electric Company. 
En juin 2021, Rockwell Automation annonce l'acquisition de Plex Systems, une entreprise de logiciel, pour 2,2 milliards de dollars.